# Tropizodium
Tropizodium is een geslacht van spinnen uit de familie mierenjagers (Zodariidae).

## Soorten
Het geslacht kent de volgende soorten:
- Tropizodium molokai Jocqué & Churchill, 2005
- Tropizodium peregrinum Jocqué & Churchill, 2005
- Tropizodium trispinosum (Suman, 1967)